# Cacicus chrysonotus
Cacicus chrysonotus е вид птица от семейство Трупиалови.

## Разпространение
Видът е разпространен в Боливия, Венецуела, Еквадор, Колумбия и Перу.